# Адама Кулибали
Адама Кулибали (фр. Adama Coulibaly; 10. септембар 1980) бивши је малијски фудбалер који је играо у одбрани.

## Трофеји
Ланс
- Интертото куп: 2005.